# Flávio Teodósio de Coimbra
Flávio Teodósio de Coimbra ou Teudo (Coimbra, 790 -?) foi um nobre medieval da Península Ibérica e conde cristão de Coimbra.

## Biografia
Foi senhor do título de Conde da Coimbra medieval, título superior ao de Juíz dos Cristãos, como é referido numa doação que o mesmo Flavio Thiodo fez à Abadia de Lorvão. Nesses documentos assina-se como: Tiudus Comes Christianorum in Combria et Julliano Judex Christianorum.
A doação a Abadia de Lorvão constou de duas herdades em Almofalla, na pessoa da Abadessa Aydulfa.

## Relações familiares
Foi filho de Flávio Alarico de Coimbra (732 - 805), conde de Coimbra e de Flávia Teodia Atenerico também conhecida como Maria Teoda. O Conde Teudo casou com Maria ou Mencia, filha de D. Arnaldo de Bayão (no ttº de Azevedos § 1 N 1 (NFP).
1. Flávio Hermenegildo, que foi Conde de Coimbra e casado com Elvira Anzures.
2. Teodorico de Coimbra (c.758 - c. 809) . que foi Conde de Coimbra
3. Ataulfo ou Adulfo, que Arcebispo de Braga e Bispo de Lugo
4. Mencia ou Menaya, que casou com Sueiro Belfager (Progenitor da Família dos Sousas ttº de Sousas, in NFP)
5. Ausenda, mulher de Bermudo I, Rei de Leão